# Криолиполиз
Криолипо́лиз (новолат. Cryolipolysis от др.-греч. κρύος [kryos] — холод, морозить; др.-греч. λίπος [lipos] — липиды или жиры и др.-греч. λύσις [lysis] — расщепление, разделение) — метод  воздействия холодом на подкожно-жировую клетчатку с целью деструкции (разрушения) жирового слоя для коррекции фигуры и формы тела. Неинвазивный метод разработан гарвардскими учёными Роксом Андерсоном и Дитером Манштейном.

## Принцип метода
Эффект основан на контролируемом неинвазивном местном охлаждении жировой ткани. Длительное (в течение 1 часа) охлаждение жировых клеток вызывает их гибель, при этом холодовое воздействие не приводит к повреждению окружающих тканей. Это связано с феноменом избирательной чувствительности адипоцитов (жировых клеток) к холоду или парадоксом белой жировой ткани. Гибель жировых клеток происходит естественным путём — через процесс апоптоза. Такая гибель считается безопасной для организма, поскольку не сопровождается выраженной воспалительной реакцией и выходом в лимфатическую и кровеносную системы продуктов распада жировых клеток — собственно жиров. Процедура криолиполиза считается нехирургической альтернативой липосакции. Криолиполиз позволяет сократить объём жировой складки, измеряемой предварительно специальным инструментом, до 40 %.

## История открытия метода
Современной косметологии требовался наилучший результат без пластической хирургии. В центре фотомедицины Уэллмана (The Wellman Center for Photomedicine) в ходе широкомасштабных исследований был найден способ уменьшения контуров тела. Открытие относится к 2008 году, когда криолиполиз был представлен широкой общественности официально. Однако реакция жировой клетки на холод и последующее энергетическое голодание заинтересовала учёных гораздо раньше — в середине 20 века. В частности, ещё в 1966 году начались исследования процессов в подкожно-жировой клетчатке под влиянием холода. Целью учёных было изучение детского холодового панникулита (обморожения с последующим воспалением подкожной ткани). В ходе многолетних исследований было замечено, что при длительном охлаждении жировая ткань воспаляется и затем отмирает, причём происходит это постепенно. Опыты показали, что при отмирании жировых клеток не страдает ни эпидермис, ни сосудистые, ни мышечные или нервные ткани.

## Клинические исследования
Учёные провели ряд экспериментов на свиньях, прежде чем опробовать методику на человеке. Эксперименты с участием пациентов начались позже, в 2009 году, после продолжительных теоретических и практических исследований. Первый опыт был проведен на 10 пациентах — каждому было назначено по одному сеансу. Процедура занимала один час и осуществлялась без обезболивания. После единственного визита в клинику у 9 из 10 пациентов было отмечено сокращение жировой складки на 20 % уже через два месяца и на 25 % — спустя полгода после процедуры. Сразу после сеанса наблюдалось локальное онемение обработанной зоны — у 6 человек. Конечные результаты были получены в ходе ультразвукового обследования, позволившего оценить наступивший эффект максимально точно. В последующие два года, с 2010 по 2012 гг., клинические исследования были проведены с участием ещё 500 пациентов. Обобщённый результат всех опытов был представлен широкой публике и научной общественности в статье крупного отраслевого журнала Aesthetic Surgery Journal.

## Сертификация и премии
Метод получил одобрение FDA (Food and Drug Administration - Управление по санитарному надзору за качеством пищевых продуктов и медикаментов США) в четырёх различных категориях. Также метод удостоился звания «Лучшая Процедура по телу» за 2014 год по версии престижного американского специализированного журнала New Beauty.

## Принцип воздействия
Целью криолиполиза является разрушение подкожной жировой прослойки. Эффект обеспечивается теплопроводностью кожи: суть открытия Андерсона и Манштейна в том, что при воздействии холодом жировые клетки разрушаются быстрее всех остальных. Однако здесь важен разумный подход, соотношение эффективности и безопасности: во избежание обморожения уровень охлаждения строго фиксирован. Температура воздействия при криолиполизе ниже температуры тела, но выше нуля. При длительном охлаждении запускается избирательная гибель жировых клеток путём апоптоза. Считается, что жировые клетки в гораздо меньшей степени способны адаптироваться к холоду в сравнении с другими клетками (клетки мышечной, сосудистой, нервной ткани, клетки кожи). Это связано со строением жировых клеток: практически все внутреннее пространство жировой клетки занимают триглицериды (жиры), при этом количество митохондрий, которые обеспечивают внутренние энергетические потребности клетки ограничено. В процессе длительного охлаждения в жировой клетке снижается концентрация АТФ, это приводит к нарушению всех энергозависимых процессов, в частности к нарушению транспорта ионов Ca2+ из клетки. В конечном итоге в жировой клетке запускается необратимый каскад реакций — так называемая клеточная гибель (апоптоз). В течение нескольких часов после запуска апоптоза жировая клетка распадается на фрагменты, так называемые апоптотические тельца. В течение двух-трех месяцев эти апоптотические тельца постепенно поглощаются фагоцитами и выводятся из зоны криолиполиза. Таким образом, криолиполиз представляется уникальной по безопасности и эффективности методикой коррекции фигуры. С одной стороны уменьшение толщины подкожного жира происходит за счет уменьшения количества жировых клеток, а не за счет уменьшения объёма каждой клетки, как бывает при похудении. С другой стороны, жировые клетки погибают естественным путём, через апоптоз. Результат от криолиполиза наступает постепенно, в течение нескольких месяцев, что делает изменения во внешнем виде пациента наиболее естественными. Важным аспектом с точки зрения безопасности процедуры является то, что жировые клетки разрушаются постепенно, и вывод продуктов их распада не перегружает печень и другие органы.
Для того, чтобы охлаждение подкожного жира было наиболее эффективно и при этом не происходило обморожение поверхности кожи, в аппаратах используются специальные вакуумные аппликаторы. Во время работы вакуум втягивает жировую складку во внутреннее чашеобразное пространство аппликатора и удерживает в ней. Благодаря этому жировая складка отдаляется от подлежащих мышц и органов, что уменьшает влияние холода на них. Отвод тепла происходит одновременно с двух сторон складки, помимо этого вакуум сдавливает подкожный жир и временно снижает интенсивность кровообращения в складке, что ещё больше увеличивает эффективность криолиполиза.

## Ход процедуры
Непосредственной обработке тела пациента холодом предшествует осмотр специалиста. Зона обработки может быть любой — криолиполиз делают на руках, спине, бёдрах, животе, ягодицах. Косметолог должен подобрать аппликатор нужного размера и формы — всего существует 6 различных аппликаторов. Сначала врач замеряет жировую складку, затем отмечает зону воздействия специальным маркером. Кожа пациента предварительно обрабатывается — салфетка со специальным средством накладывается на зону, где будет установлен аппликатор. Вакуумный захват втягивает кожу вместе с жировой складкой и удерживает её в плотном контакте со стенками аппликатора, которые охлаждают её.
Процедура криолиполиза длится час и достаточно комфортна для пациента. Оборудование безопасно и отключается автоматически в случае некорректного захвата кожи аппликатором, превышения критических значений температуры или других сбоев. Во время обработки зона воздействия массируется: давление в чаше аппликатора периодически меняется. В начале сеанса возможны ощущение холода и небольшого дискомфорта от захвата, однако в течение 10 минут это пройдет, и появится онемение. Во время процедуры пациент может заниматься сторонними делами — книга, журнал или ноутбук не помешают. После часовой обработки кожа может покраснеть: это проходит через несколько часов. Окончательный результат от процедуры наступает в течение 1,5-2 месяца, после одного сеанса можно заметить истончение жировой складки на 20 %-40 %.
В случае, если пациент не удовлетворен результатом от одной процедуры, аппликацию на одном и том же месте можно проводить с интервалом в 6 недель. Обычно для создания идеальных контуров фигуры проводят несколько процедур криолиполиза на разных участках. При этом количество участков, обрабатываемых за один визит к врачу, не ограничено.

## Побочные эффектыипротивопоказания
На сегодняшний день в мире проведено уже больше 1 000 000 процедур криолиполиза. Среди наблюдаемых побочных эффектов от этой процедуры: временное локальное покраснение кожи, появление небольших поверхностных гематом, временное онемение и снижение чувствительности кожи в месте проведения процедуры. Все эти побочные эффекты самостоятельно проходят в течение месяца.
Противопоказаниями к криолиполизу являются повышенная чувствительность к холоду, криоглобулинемия и синдром Рейно. Воздержаться от коррекции силуэта данным способом рекомендуется лицам, которым в принципе следует избегать интенсивного воздействия на кожу: беременным и кормящим женщинам, обладателям крупных рубцов на зоне воздействия, больным экземой и дерматитом. Недавно травмированные участки кожи также лучше не трогать.
Возможно жировая гиперплазия, из-за которой пострадала супермодель Линда Евангелиста в 2016 году.